# Kansas City, Missouri
Kansas City là thành phố lớn nhất của tiểu bang Missouri của Hoa Kỳ và là đô thị hạt nhân của Vùng đô thị Kansas City, vùng đô thị lớn thứ hai ở Missouri. Thành phố có diện tích 820  km² bao gồm phần của các quận Jackson, Clay, Cass, và Platte. Đây là một trong hai quận lỵ của Quận Jackson. Dân số ước tính năm 2009 của thành phố này là 475,830 người,, vùng đô thị Kansas là trên hai triệu người. Kansas City được thành lập năm 1838 với cái tên "Town of Kansas" tại nơi giao của hai con sông Missouri và Kansas và chính thức hình thành như ngày nay vào năm 1850. Thành phố này nằm đối diện với thành phố Kansas City, Kansas, đây cũng là nơi từng diễn ra những trận đánh trong Nội chiến Hoa Kỳ, điển hình là Trận Westport. Kansas City nổi tiếng với những đóng góp cho các thể loại nhạc Jazz và Blues cũng như các món ăn ẩm thực.

## Liên kết
| Tìm hiểu thêm về Kansas City, Missouri tại các dự án liên quan |                                   |
| Tìm kiếm Wiktionary                                            | Từ điển từ Wiktionary             |
| Tìm kiếm Commons                                               | Tập tin phương tiện từ Commons    |
| Tìm kiếm Wikinews                                              | Tin tức từ Wikinews               |
| Tìm kiếm Wikiquote                                             | Danh ngôn từ Wikiquote            |
| Tìm kiếm Wikisource                                            | Văn kiện từ Wikisource            |
| Tìm kiếm Wikibooks                                             | Tủ sách giáo khoa từ Wikibooks    |
| Tìm kiếm Wikiversity                                           | Tài nguyên học tập từ Wikiversity |

- Official City Website Lưu trữ ngày 13 tháng 4 năm 1997 tại Wayback Machine
- Official Travel and Tourism Site
- Kansas City Chamber of Commerce